# Herbiphantes longiventris
Herbiphantes longiventris är en spindelart som beskrevs av Andrei V. Tanasevitch 1992. Herbiphantes longiventris ingår i släktet Herbiphantes och familjen täckvävarspindlar. Inga underarter finns listade i Catalogue of Life.